# ジュゼッペ・ジャチント・モリス
ジュゼッペ・ジャチント・モリス（Giuseppe Giacinto Moris、1796年4月25日 - 1869年4月18日）は、イタリアの植物学者、政治家。サルデーニャ島の植物について研究した。

## 生涯
トリノ県のオルバッサーノで生まれた。1815年にトリノ大学の医学部を卒業した。ジョヴァンニ・バチスタ・バルビス（Giovanni Battista Balbis）に植物学を学び、植物学に興味をもった。1822年にサルデーニャ島のカリャリに臨床医学の教授として赴任するが、1829年にトリノに戻り、医学の教授となり、1831年に植物園長に任じられ、その職を没する1869年まで務めた。トリノ科学アカデミーや農業アカデミーの会員に選ばれ、1836年から1838年の間、農業アカデミーの副会長を務めた。薬学校の校長や公的教育の委員会の議長も務めた。1848年に
サルデーニャ王国の上院議員にも任じられた。
サルデーニャ島の植物相の著作を行い、双子葉植物の巻、3巻を出版したが、単子葉植物および裸子植物の章は書かれなかった。
サルデーニャやコルシカに分布するアブラナ科の属（モリシア、Morisia）の学名に献名されている。

## 著書
- Moris, G.G. (1827—1829). Stirpium sardoarum elenchus. 3 fasc.
- Moris, G.G. (1837). Flora sardoa. 3 vols.
- Moris, G.G., Notaris, G. de (1839). Florula caprariae. 244 p.